# 伊勢崎市立四ツ葉学園中等教育学校
伊勢崎市立四ツ葉学園中等教育学校（いせさきしりつ よつばがくえんちゅうとうきょういくがっこう）は、群馬県伊勢崎市上植木本町にある公立中等教育学校。

## 概要
伊勢崎市立伊勢崎高等学校を母体にして設立・開校された。群馬県内の中等教育学校では3番目（公立校では2番目）の開校となるほか、市が設置する中等教育学校としては日本で最初の例となる。なお、同一敷地内に併設されていた市立伊勢崎高校は、四ツ葉学園の第1期生が後期課程に進学する2012年度以降に生徒募集を停止し、2014年3月31日に全在籍者の卒業をもって廃止された。

## 沿革
- 2009年4月 - 四ツ葉学園中等教育学校、伊勢崎市立伊勢崎高校の敷地内にて開校。

## 教育

### 教育理念
- 知性と道徳性を身につけた教養人を育成する

### 教育目標
- 自学 - 高い志を持ち、自ら考え、自ら探究する。
- 自律 - 自らを律し、強い気力をもち、豊かな道徳性を身につける。
- 共同 - 大学や企業から学び、知識を深め、創造性を高める。
- 共生 - 集団の一員としての自覚をもち、共に認め、共に磨く。

## 校章
- 四ツ葉学園の校章は公募を経て、伊勢崎市在住の会社員が制作したデザイン案が採用された。
- 「自学」・「自律」・「共同」・「共生」の4つの教育目標を表現した四枚の葉に、伊勢崎市と知性（intellect）の頭文字である「i」を組み合わせている[2]。

## 校歌
- 四ツ葉学園の校歌は、旧・市立伊勢崎高校のそれをそのまま受け継いでいる。全2番構成[3]。
- 市立伊勢崎高校の旧校舎が円形校舎であったことから、歌詞の中には「円」という語が多く含まれている[4]。
  - 作詞: 谷川俊太郎
  - 作曲: 谷川賢作